# 業種別景品制限告示
業種別景品制限告示（ぎょうしゅべつけいひんせいげんこくじ）とは、内閣総理大臣（かつては公正取引委員会）が、景品表示法第3条の規定に基づき必要があると認めるときに行う景品類提供の制限または禁止を定める内閣総理大臣（かつては公正取引委員会）の告示（同法第5条第2項)のうち、特定の業種に適用されるものをいう。
これに対し、すべての業種に共通するものとしては「懸賞景品制限告示」、「総付景品制限告示及び事業者景品制限告示」がある（いずれも公正取引委員会による制限または禁止を定める告示であるが、内閣総理大臣による制限または禁止を定める告示とみなされる（消費者庁及び消費者委員会設置法の施行に伴う関係法律の整備に関する法律附則第6条第2項））。業種別景品制限告示が定められている業種であっても、そこに定めのない事項についてはこれらの3告示が適用される。
これらの告示に違反した場合、同法第12条により内閣総理大臣より委任を受けた消費者庁長官（かつては公正取引委員会）が措置命令（かつては排除命令）を出すことができる（同法第6条）。